# Hagia Triada

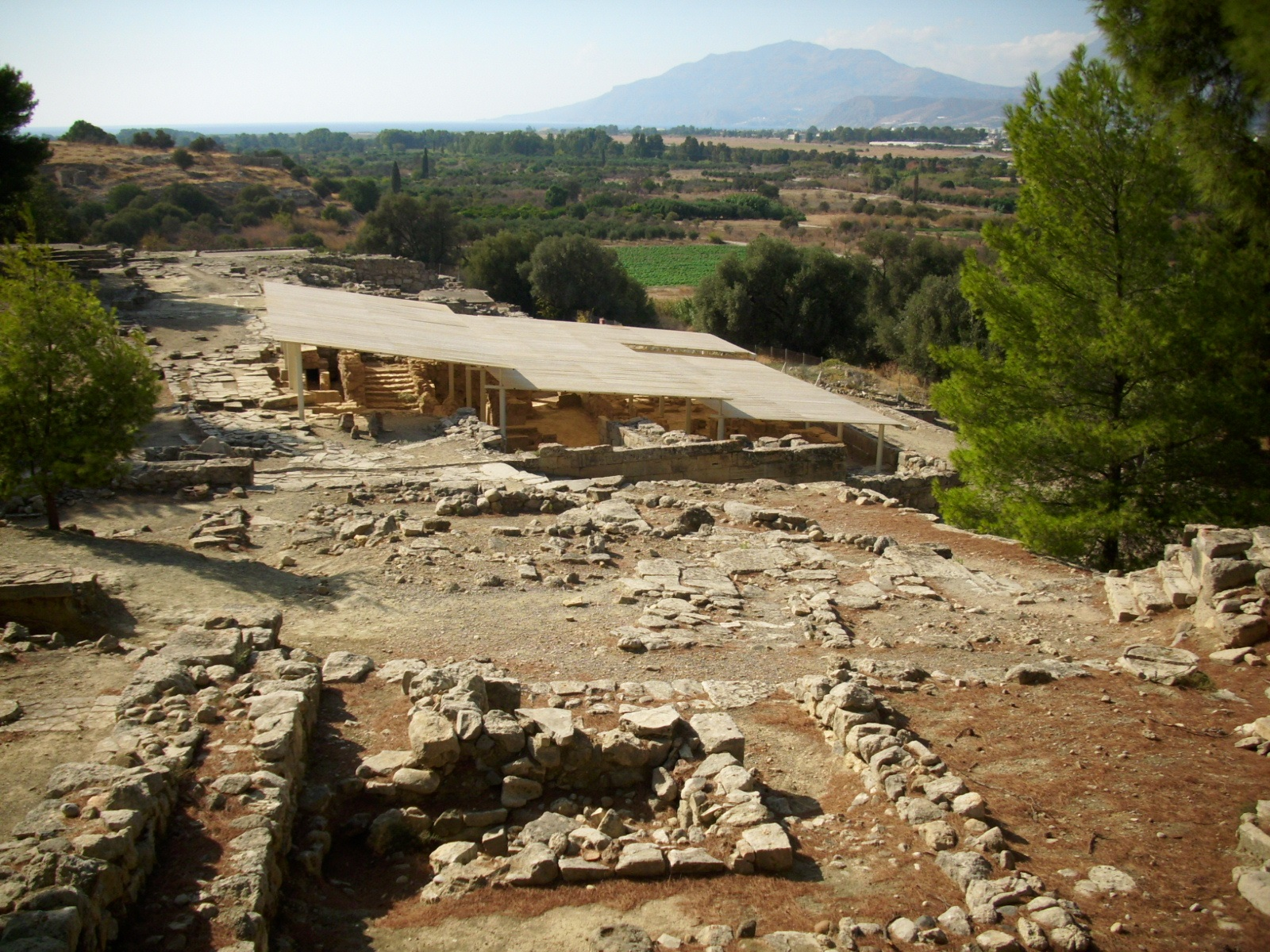
Zabudowania z okresu minojskiego (LM I: ok. 1650 - 1490 r. p.n.e.)

Hagia Triada (także Ayia Triada, Agia Triada, Agia Trias, gr.: Αγία Τριάδα [ˈaʝa triˈaða] – Święta Trójca) – archeologiczne wykopaliska starożytnej osady minojskiej na Krecie. Hagia Triada położona jest na zachodnim krańcu wydatnego grzbietu nadbrzeża, z Fajstos na wschodnim krańcu oraz równiny Mesara poniżej. 
Na terenie Hagi Triady znaleziono więcej tabliczek pokrytych pismem linearnym A niż na jakimkolwiek innym terenie minojskim.

## Geografia
Hagia Triada jest położona na południu Krety, na wysokości 30–40 m n.p.m. Leży 4 kilometry od Fajstos, na zachodnim końcu Mesary. Na tym terenie nie było minojskiego pałacu, a ekskluzywne jak na tamtejsze czasy miasteczko oraz prawdopodobnie królewska willa. Po katastrofie w 1450 r. p.n.e., miasteczko zostało odbudowane i ponownie zamieszkane po II w. p.n.e. Później zbudowano tam rzymską willę.

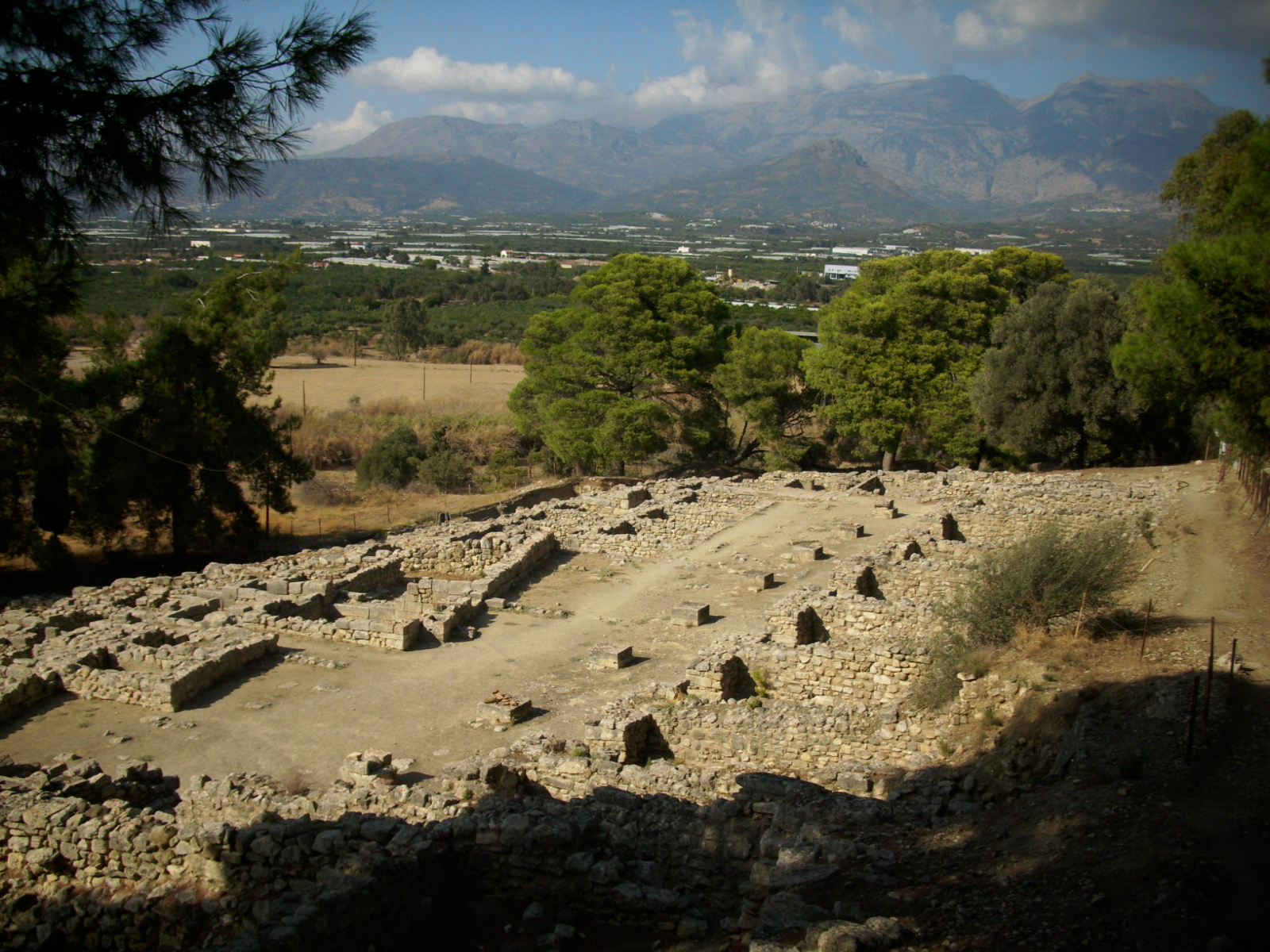
Tzw. "agora" i "stoa" (portyk) z okresu wpływów mykeńskich (późny LM IIIA2: ok. 1370–1320 r. p.n.e.)

## Archeologia
Haga Triada została odkryta w latach 1900-1908 przez włoską grupę Scuola Archeologica Italiana di Atene, kierowaną przez Federica Halbherra i Luigiego Perniera. Teren zawierał miasteczko i miniaturowy pałac, starożytny system nawadniający i wczesnominojskie groby z kopułami.
Archeolodzy odkryli sarkofagi, na których malowano pouczające sceny z kreteńskiego życia. Daty poznano tylko z sarkofagów kamiennych oraz tych z namalowanymi opowieściami z minojskimi rytuałami grobowymi. Jakkolwiek to możliwe, minojskie poglądy religijne były podobne do poglądów mieszkańców Myken, którzy zawładnęli wyspą w XIV w. p.n.e. Takich sarkofagów oryginalnie używano do pochówku książąt.

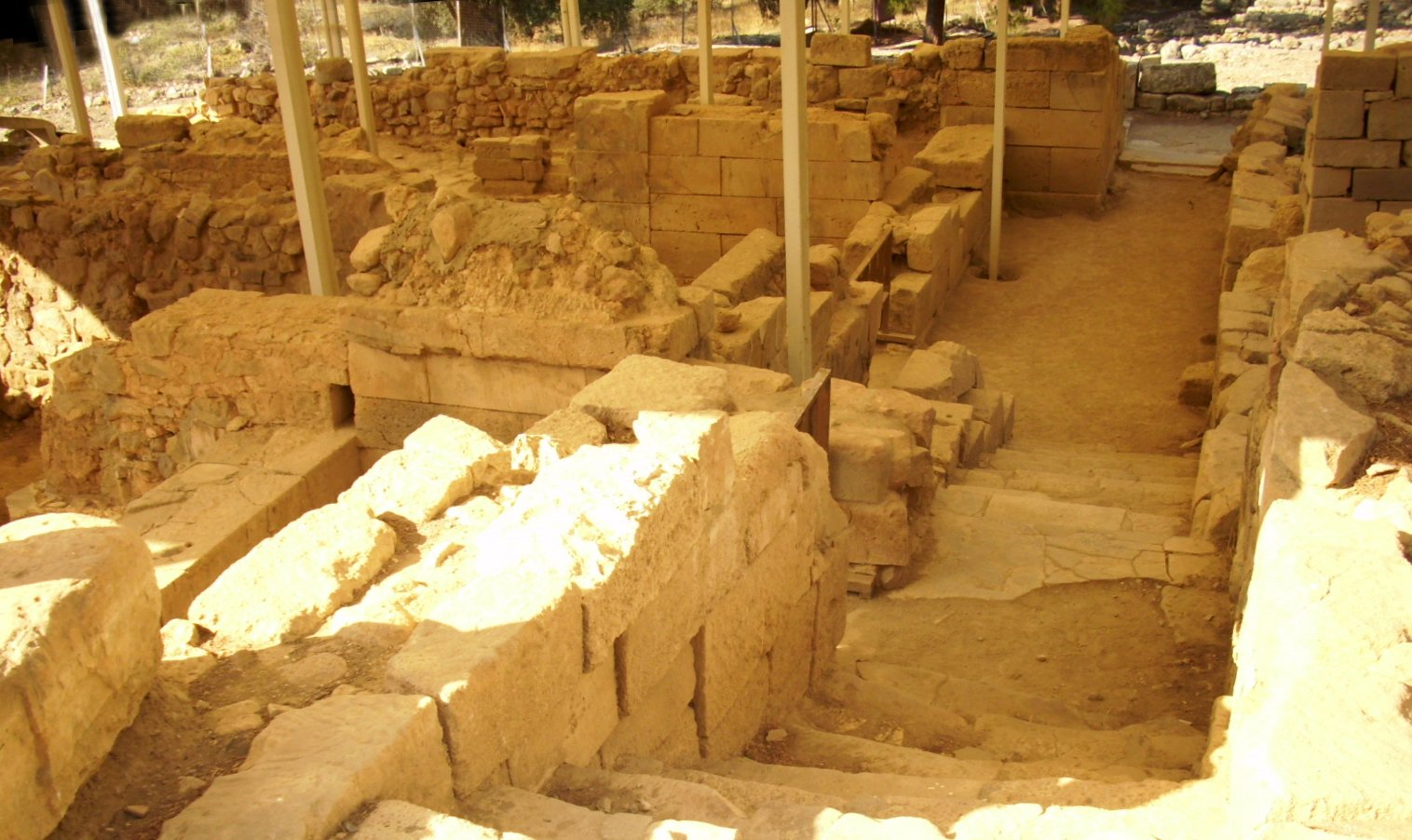
Elitarne budynki minojskie (budynek wschodni (B) tzw. Willi Królewskiej) - LM I

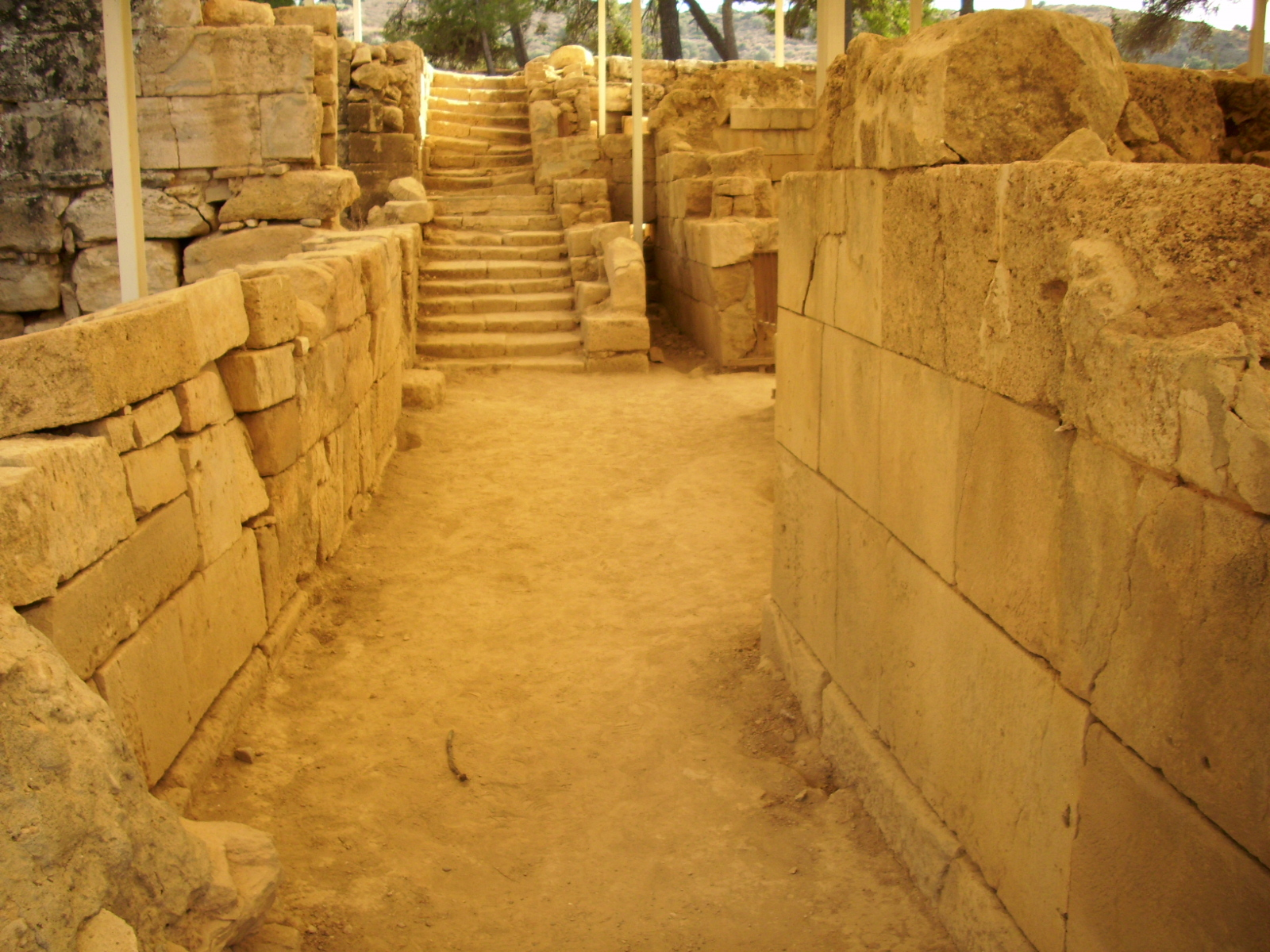
Piękne, minojskie mury ciosowe (budynek wschodni (B) tzw. Willi Królewskiej) - LM I

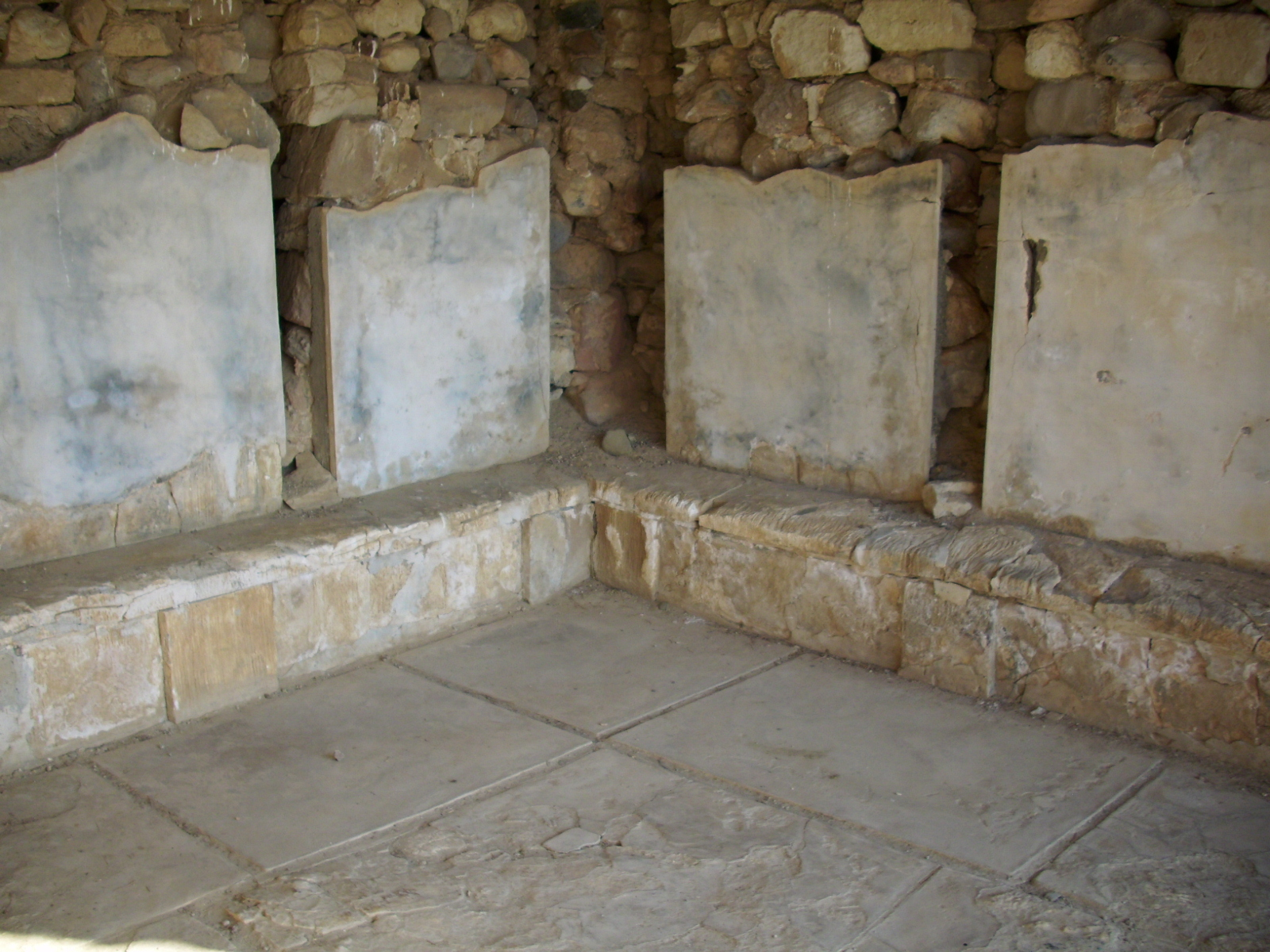
Gipsowe okładziny ścian (tzw. pokój z ławami (nr 4) w budynku północno-zachodnim (A) tzw. Willi Królewskiej) - LM I